# William Kerr (2e marquis de Lothian)
William Kerr, 2e marquis de Lothian, (1661-28 février 1722), est un pair écossais qui occupe un certain nombre de fonctions militaires et politiques mineures. Il est connu par le titre de courtoisie de Lord Newbattle jusqu'en 1692, date à laquelle il succède à Lord Jedburgh, puis accède au marquisat de Lothian à la mort de son père en 1703.

## Biographie
William Kerr est né en 1661, fils aîné de Robert Kerr (1er marquis de Lothian) (1636-1703) et de son épouse, Jean Campbell (décédé en 1700), fille d'Archibald Campbell (1er marquis d'Argyll). Par leur relation avec Argyll, la famille est étroitement associée aux intérêts presbytériens et whig et soutient la révolution de 1688.
On sait peu de chose de son enfance, mais en juin 1685, il épouse sa cousine Jean Campbell (1661-1712), troisième fille d'Archibald Campbell (9e comte d'Argyll), qui est exécutée après l'échec de la rébellion d'Argyll (en) en juin 1685. Ils ont un fils, William Kerr (3e marquis de Lothian) (1690-1767) et quatre filles, Anne (décédée en 1727), Jean (décédée en mars 1768), Elizabeth (décédée en mai 1758) et Mary (décédée en 1768).

## Carrière
Sous le titre 'Lord Newbattle', Kerr est commissaire aux approvisionnements en 1685 et 1686, mais les liens de sa famille avec Argyll ne l'aident pas pendant le règne de Jacques II. Sous Guillaume III d'Orange-Nassau, il est capitaine d'une troupe de cavaliers indépendants. Dix d'entre eux sont levés en avril 1689 pour faire face au soulèvement jacobite de 1689-1691. En 1691, ils sont réorganisés en deux régiments, le régiment de Cunningham, plus tard le 7e Dragoons et les Dragoons de Lord Jedburgh, après que Kerr ait hérité du titre de Lord Jedburgh en 1692. Il siège sous ce nom au Parlement d'Écosse jusqu'à sa dissolution en 1707.
Jusqu'en 1694, lorsque le régiment de Richard Cunningham est transféré en Flandre, ces unités sont utilisées pour la sécurité intérieure et financées par le Parlement écossais. Après la promotion de Cunningham en tant que brigadier général, Jedburgh devient colonel du 7e Dragoons en octobre 1696, mais la Guerre de la Ligue d'Augsbourg est terminée. Depuis que les régiments sont nommés d'après leur colonel, il y a eu pendant quelques mois deux "Les dragons de Lord Jedburgh"; l'écossais est dissout en octobre 1697, après le Traité de Ryswick.
Jusqu'aux réformes de Cardwell en 1868, les commissions sont des actifs privés pouvant être achetés ou vendus et ne nécessitant aucun service réel. Bien que moins répandu à mesure que les soldats deviennent plus professionnels, certains colonels restent des civils qui délèguent leurs tâches à un subordonné. Jedburgh semble en avoir été l'un des leurs, car il n'y a aucune trace de service actif, contrairement à ses frères Mark Kerr (officier) (en) et John Kerr, qui commandent tous les deux leurs propres régiments.
Malgré cela, il est promu brigadier au début de la Guerre de Succession d'Espagne en 1702, tandis que son père est créé marquis de Lothian et est nommé commissaire pour le projet d'union avec l'Angleterre . Il succède à son père comme marquis après sa mort en 1703, est nommé Major général en 1704 et étroitement associé à son neveu, John Campbell (2e duc d'Argyll) dans les négociations pour les Actes d'Union. En retour, il est créé Chevalier du Chardon en 1705, mais perd son influence lorsque Argyll est remplacé par James Douglas (2e duc de Queensberry) au poste de Lord Haut Commissaire.
À la mort de George Ramsay, commandant en chef d'Écosse et colonel du Scots Guards en septembre 1705, Lothian veut le remplacer à ces deux postes. Cependant, le comte de Leven devint commandant en chef et il n'est nommé colonel qu'en avril 1707.
Il soutient l'Union et, en raison de ses liens avec Argyll, est nommé Lieutenant général en 1708 et élu parmi les 16 pairs représentatifs écossais pour 1707 et 1708. Cependant, il est retiré de la Chambre des lords en 1709 après la contestation du vote, alors que la victoire écrasante des conservateurs aux élections générales de 1710 entraîne la perte de ses postes, notamment de celui de colonel en 1713. Revenu aux Lords après l’avènement de George Ier en 1715, il ne participe guère à la vie politique. il meurt en 1722 et est enterré à l'Abbaye de Westminster.